# 35-ös villamos (Budapest)
A budapesti 35-ös jelzésű villamos megszűnésekor Pesterzsébeten közlekedett körjáratként, a Pacsirtateleptől a Határ útig. A járatot a Fővárosi Villamosvasút üzemeltette.

## Története
1910-ben indult a BKVT kőbányai kocsiszínétől a Kelenföldi pályaudvarig a Kőbányai út – Rákóczi út – Ferenc József híd – Átlós út útvonalon. 1915-től a Keleti pályaudvar – Rákóczi út – Erzsébet híd – Budai parkpart – Széna tér – Délivasút – Krisztinaváros – Erzsébet híd – Rákóczi út – Keleti pályaudvar útvonalon közlekedett, a 33-as villamossal ellentétes irányban. Nem sokkal később végállomását a Városligethez helyezték át, azonban 1919. január 10-én „szénhiány miatt” megszüntették a két járatot. 1920. március 8-ától ismét közlekedett a 33-35-ös páros, azonban Budáról Pestre már a Margit hídon tértek vissza. 1930. szeptember 14-én a 33-as és 35-ös villamost megszüntették.
1941. január 6-án újraindult a Szent Gellért tér és a Fehérvári úti vám (ma: Albertfalva, kitérő) között. 1944. október 1-jétől a Horthy Miklós (ma: Móricz Zsigmond) körtértől indult, majd pár héttel később megszüntették.
1946. április 15. és augusztus 19. között ismét közlekedett, méghozzá új útvonalon: a Móricz Zsigmond körtértől indult és a rakparton haladt a Margit hídig, ahonnan a Mártírok útja (ma: Margit körút) – Széll Kálmán tér – Krisztinaváros útvonalon tért vissza a rakpartra és tért vissza a körtérre. 1947. május 1-jén újraindult a Móricz Zsigmond körtér – Albertfalva, kitérő útvonalon. 1950. július 30-án Budafok, forgalmi telep végállomásig hosszabbították, korábbi útvonalán 35A jelzéssel betétjáratot indítottak. 1951. április 29-én mindkét járatot megszüntették, másnaptól a csepeli gyorsvasút megnyitásához kapcsolódó felszíni forgalmi változások következtében Pesterzsébeten, a Határ út és a Pacsirtatelep között járt. 1953. április 24-én végleg megszűnt, jelzése 31A-ra módosult.